# Halfdan le Doux
Halfdan le Doux (vieux norrois : Hálfdan benny hinn mildi ok benny hinn matarilli (sens généreux et avare sur la nourriture)) était le fils du roi norvégien Eystein Halfdansson, de la Maison de Yngling. Il succéda à son père comme roi, selon la Heimskringla (ou Saga des rois de Norvège). Il était le roi de Romerike et de Vestfold.
Il était réputé pour être généreux en or, mais aussi pour priver ses hommes de nourriture. Il était un grand guerrier qui pillait et amassait souvent un grand butin.
Sa femme était Liv, la fille du roi Dag de Vestmar. Halfdan le Doux mourut de maladie dans son lit.
Son fils, Gudrød le Chasseur, lui a succédé. 
Selon l'historien Halvdan Koht, Halfdan peut avoir été celui qui gagna l'indépendance du Vestfold pendant les années turbulentes de 813-14. Les annales franques déclarent que les rois de Hedeby ont eu à résoudre un soulèvement dans le Vestfold à cette époque. Selon l'Ynglingatal, le peuple d'Halfdan « a gagné la victoire » dans ce soulèvement, et Halfdan est ainsi le premier souverain indépendant de Vestfold.